# Aravakurichi
Aravakurichi es una ciudad y nagar Panchayat situada en el distrito de Karur en el estado de Tamil Nadu (India). Su población es de 12412 habitantes (2011). Se encuentra a 29 km de Karur y a 79 km de Tirupur. 

## Demografía
Según el censo de 2011 la población de Aravakurichi era de 12412 habitantes, de los cuales 6086 eran hombres y 6326 eran mujeres. Aravakurichi tiene una tasa media de alfabetización del 81,13%, superior a la media estatal del 80,09%: la alfabetización masculina es del 89,01%, y la alfabetización femenina del 73,63%.